# Montirone
Montirone är en ort och kommun i provinsen Brescia i regionen Lombardiet i Italien. Kommunen hade 5 147 invånare (2018).